# Молочная (река)
Моло́чная (укр. Молочна; в верховье Токмачка) — крупнейшая река северо-западного Приазовья в Запорожской области Украины, впадает в Молочный лиман Азовского моря. Длина — 197 км, площадь бассейна — 3450 км². Реку и её окрестности раньше (преимущественно в XVIII и XIX веках) нередко называли также «Молочными водами» (тюрк. «Сюттень»).
Города: Токмак, Молочанск, Мелитополь.

## Описание
На севере и западе бассейн реки граничит с бассейном Днепра, на востоке — с бассейнами небольших рек (Корсак, Лозоватка, Обиточная), впадающих в Азовское море. Начинается река из источников в кристаллических породах Токмак-могилы (Синей горы), высота которой над уровнем моря 307 м. В верховьях Молочной берега крутые и высокие, есть пороги и водопады. В 1887 году берега реки изучал известный геолог, академик Н. А. Соколов
Средняя продолжительность ледостава — 80—90 дней, в тёплые зимы лёд сохраняется всего несколько дней. Интенсивный подъём уровня воды начинается в конце второй или в третьей декаде февраля. Средняя скорость роста уровня — до 0,5 метра в сутки.

## Исторические сведения
По одной из версий, описанная Геродотом седьмая река Скифии — Герр — является нынешней Молочной.
У ногайцев река называлась — Токмак.
Первое достоверное упоминание реки в русских летописях относится к 1103 году, когда объединённые русские дружины во главе с князем Владимиром Мономахом «умыслиша дерзнути» на поход вглубь половецкой степи, и, «приидоша на Сютень», 4 апреля разгромили войска половцев и разорили их поселения. Используемое в то время название «Сютень» происходило от половецкого слова «сютана» (кормилица, мать).
Название «Молочная» возникло, согласно одной из версий, из-за того, что река, питая окрестные луга и пастбища, способствовала обильному удою. Согласно турецкому путешественнику Эвлии Челеби, река получила название süt (тюр. «молоко») из-за того, что она протекает через месторождения свинцовых и медных руд, от этого вода её становится похожей на молоко. Он добавляет, что у тех, кто пьёт из неё, на шее вырастает зоб.

## Притоки
- Куркулак
- Чингул
- Курошаны
- Юшанлы
- Арабка

## Галерея

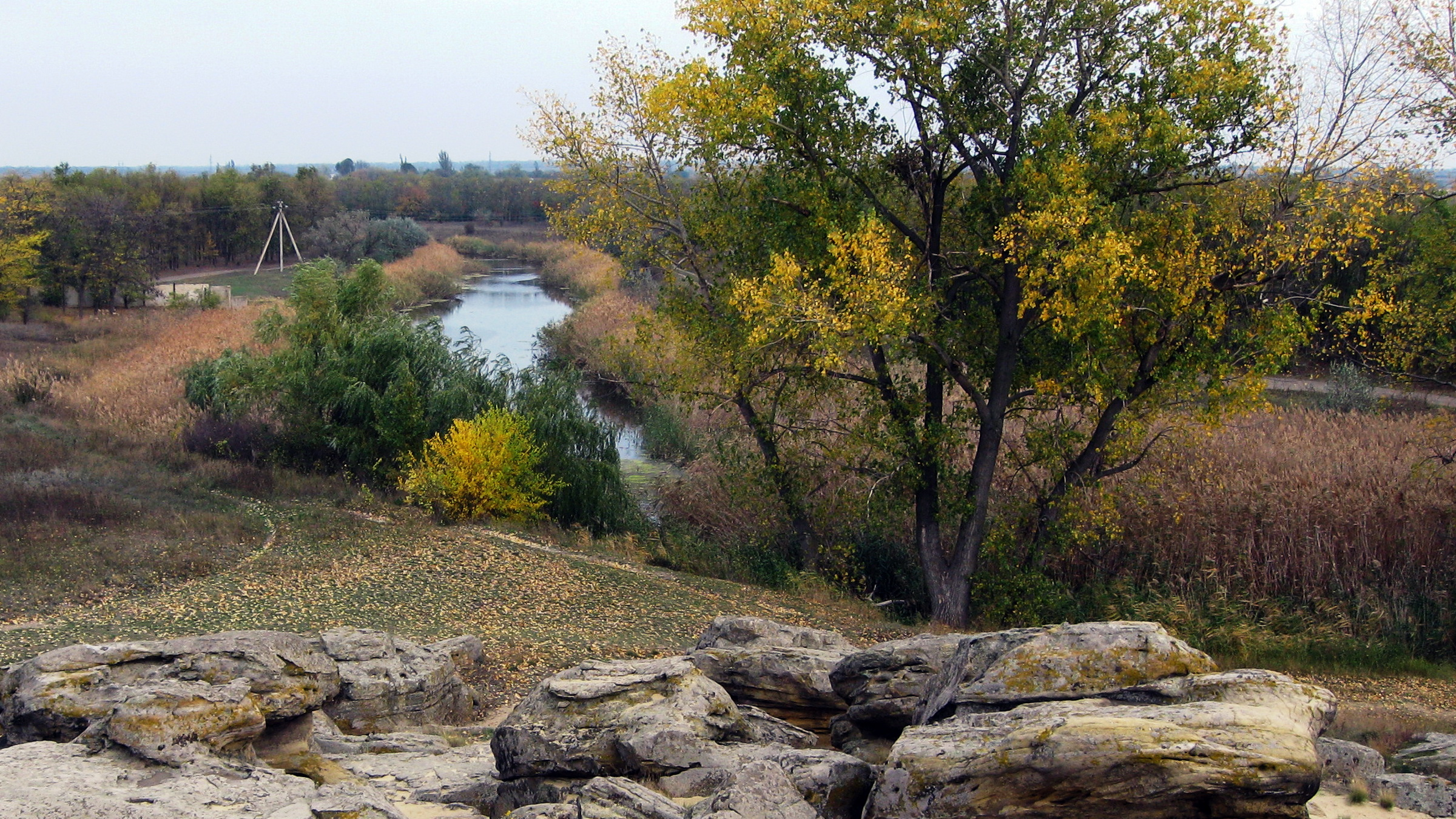
Вид на реку Молочную с Каменной Могилы
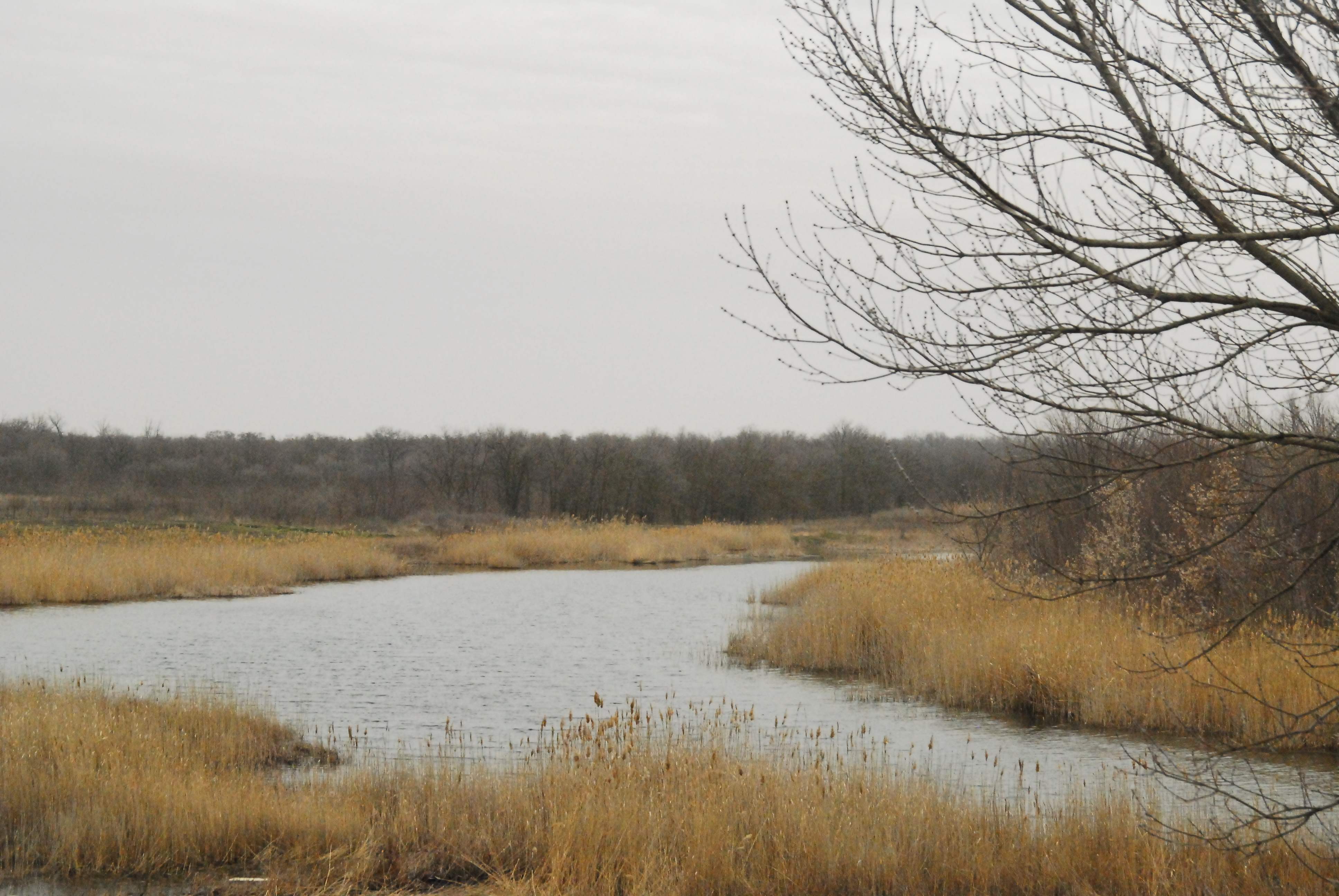
Река Молочная в районе села Тамбовка
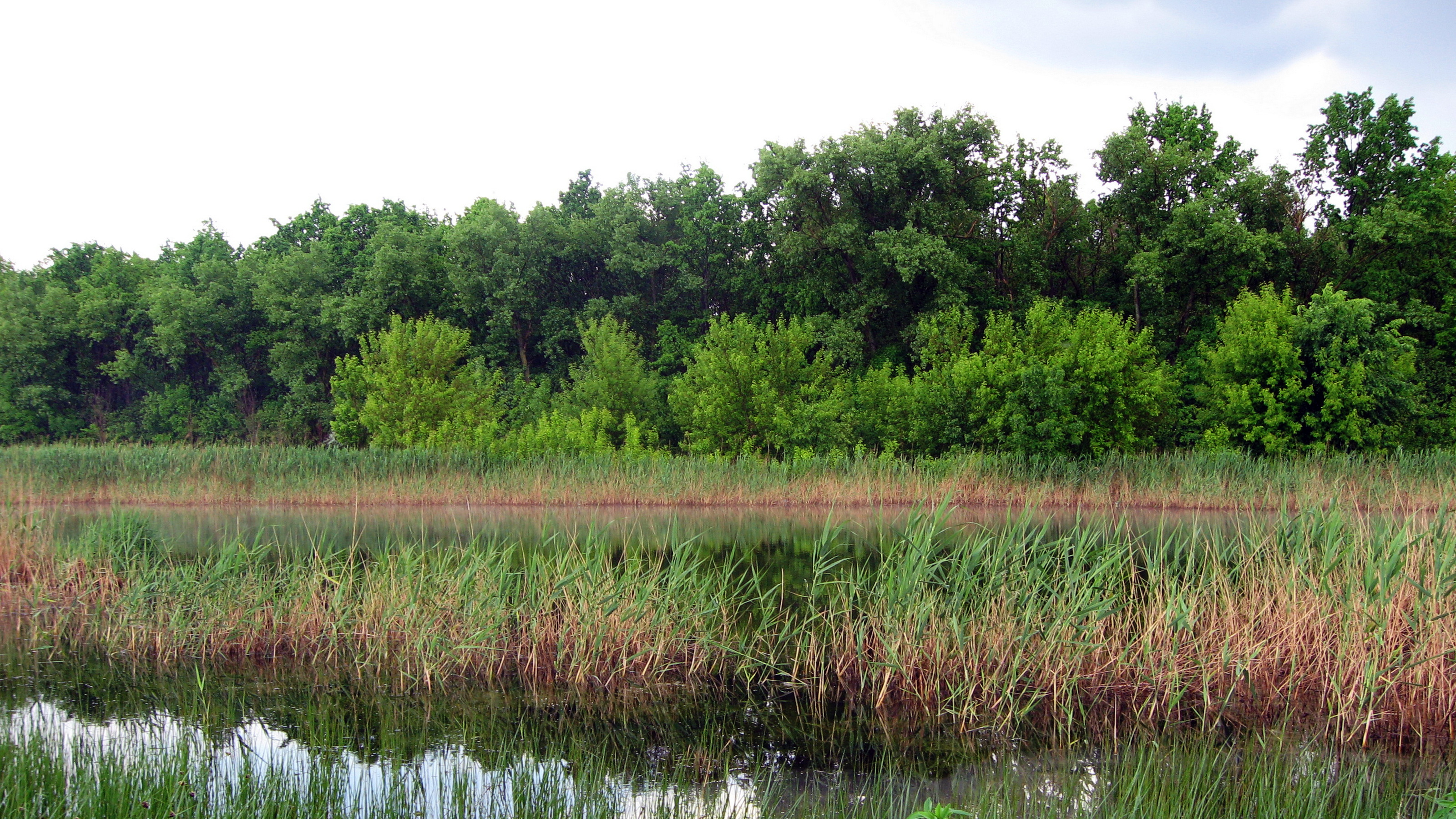
Вид на Старобердянское лесничество через Молочную
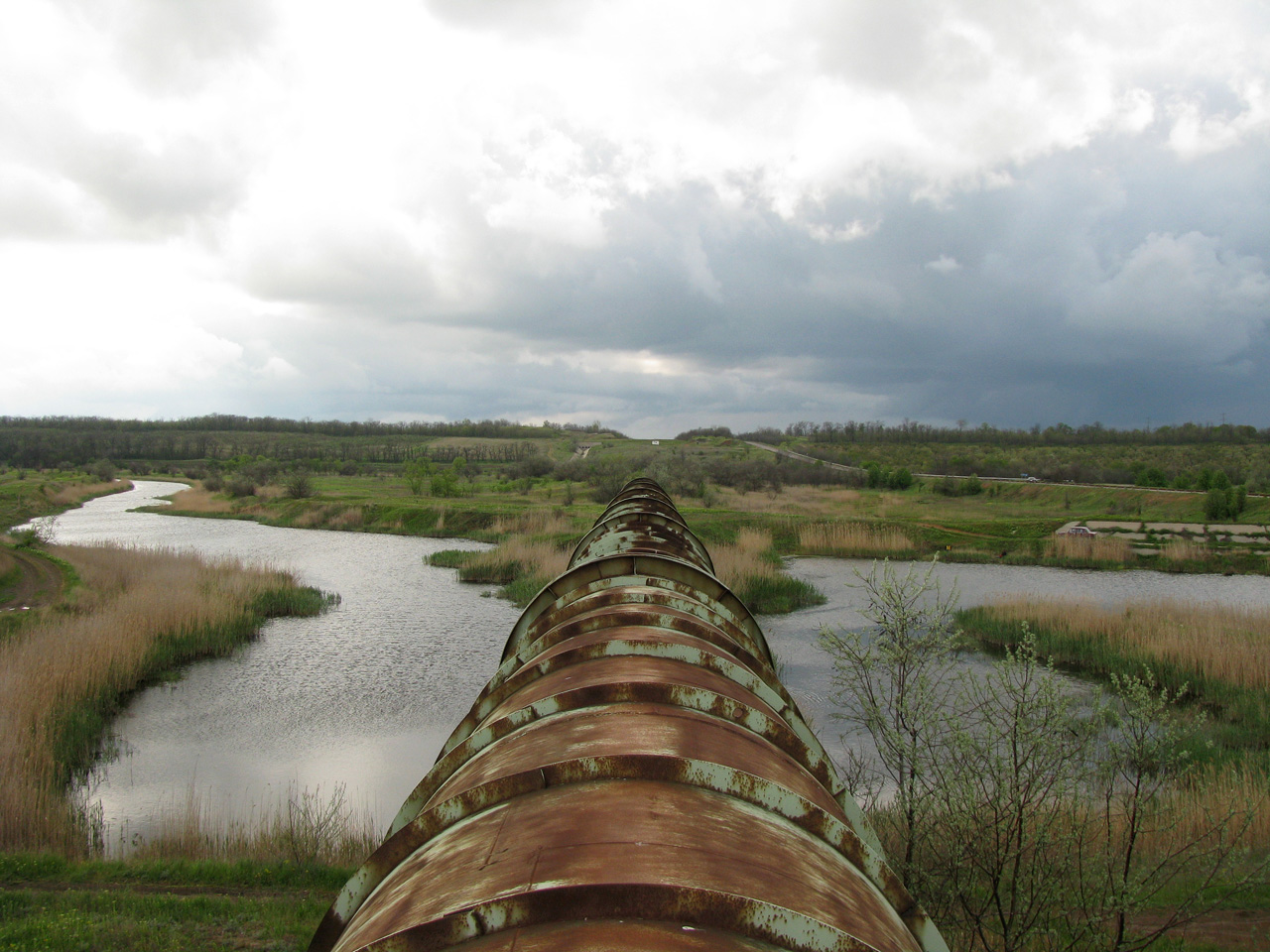
Труба, по которой Молочную реку должен был пересекать недостроенный канал Р-9. Канал заканчивается на холме по центру фотографии
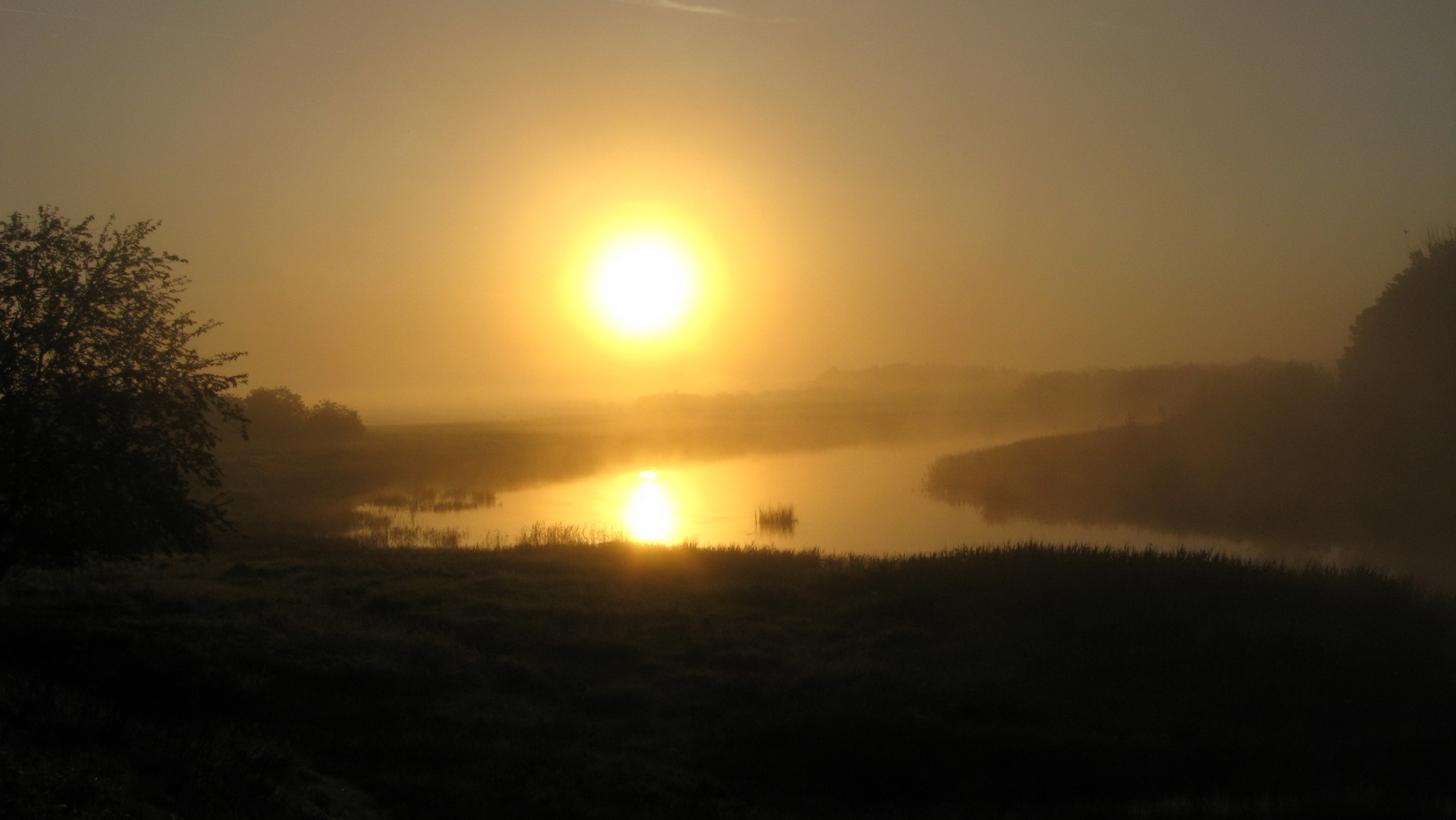
Рассвет над Молочной